# Меморіальний музей Григорія Сковороди
Меморіальний музей Григорія Сковороди — музей, розташований у будинку колишнього колегіуму у Переяславі, де у 1750—1751 рр. читав лекції з поетики український філософ Григорій Савич Сковорода. Музей відкрито 28 листопада 1972 року. В експозиції розташовані матеріали, що розповідають про святкування ювілейних дат життя Г. С. Сковороди.

## Експозиція

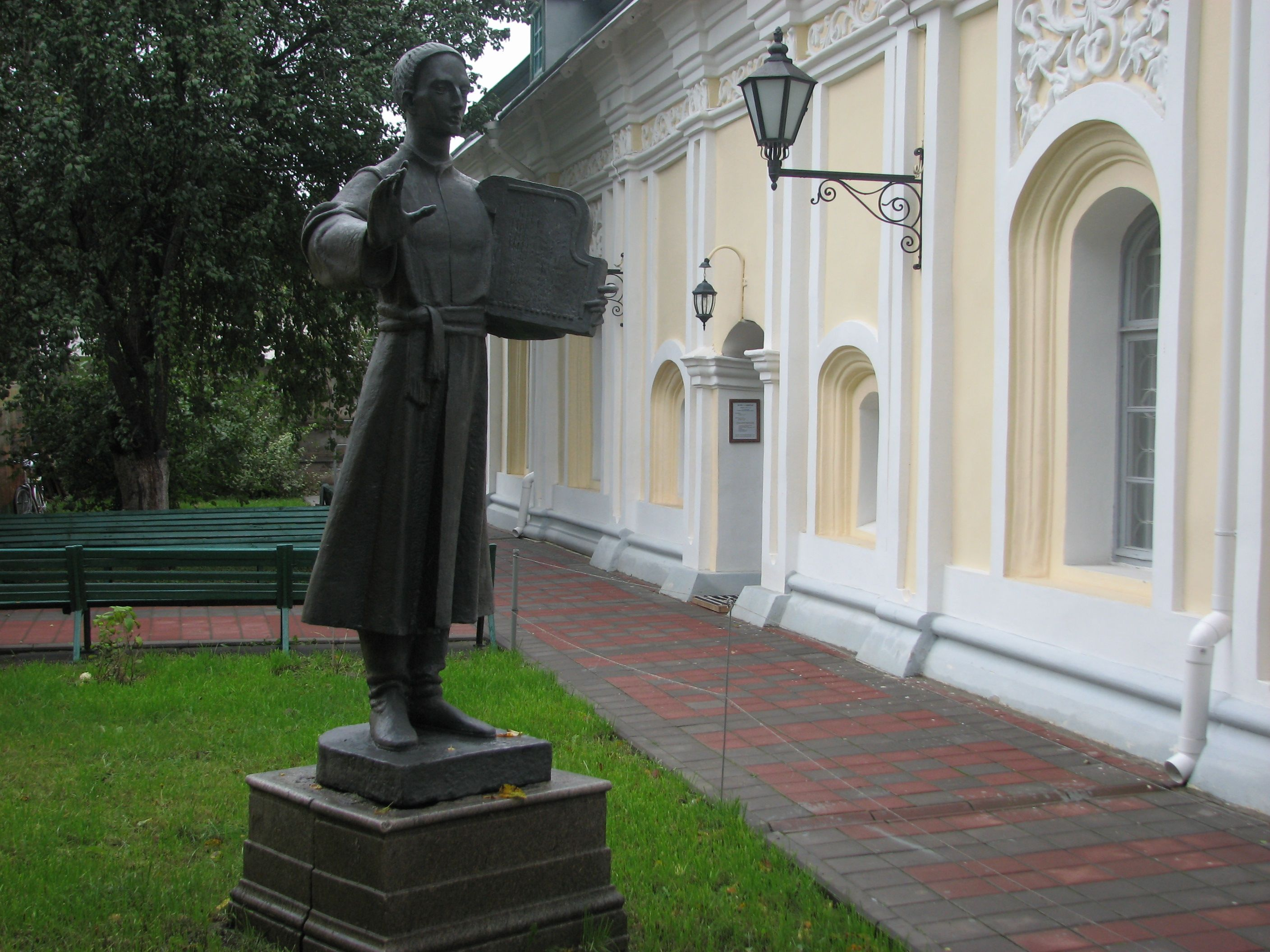
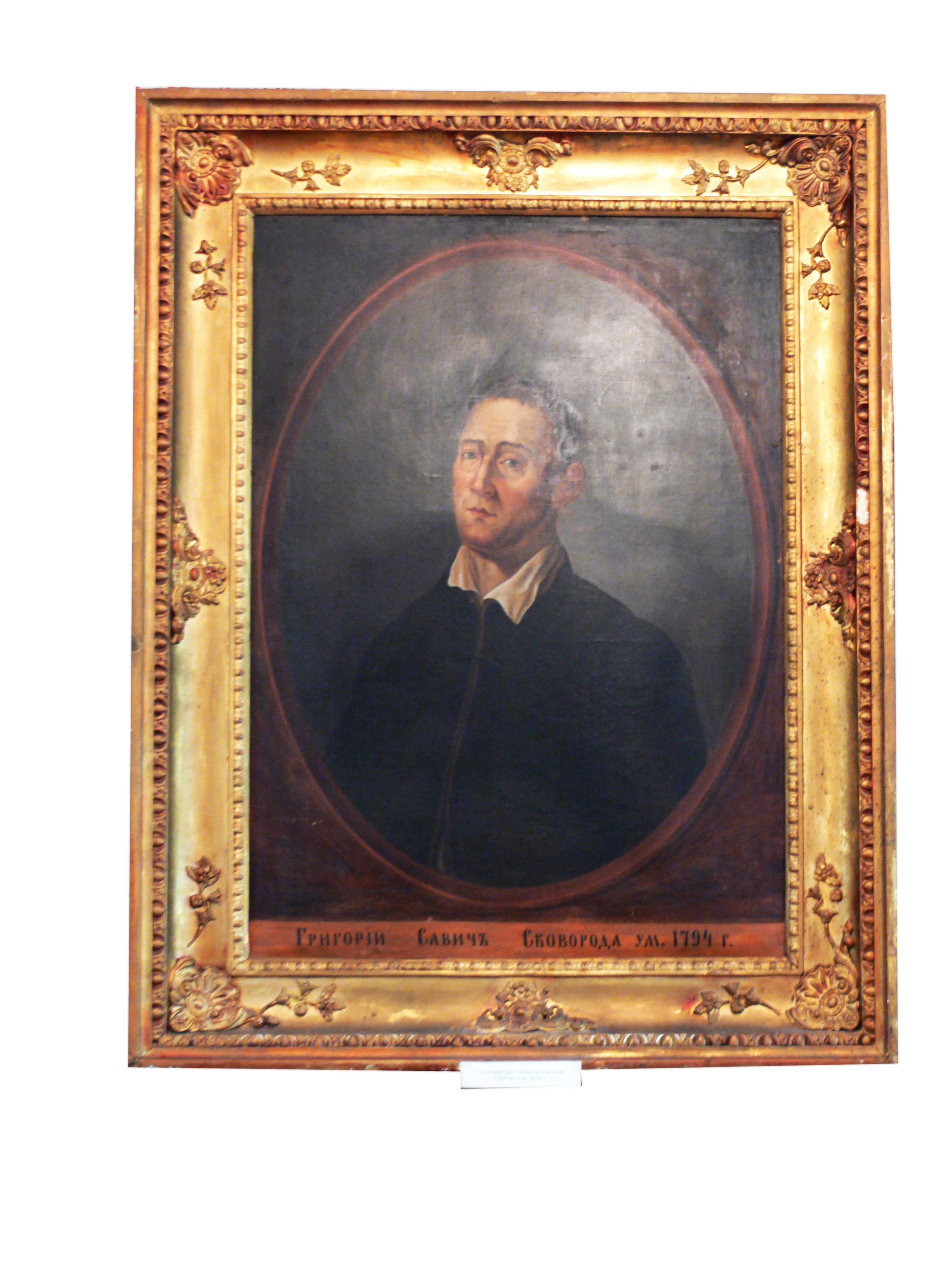
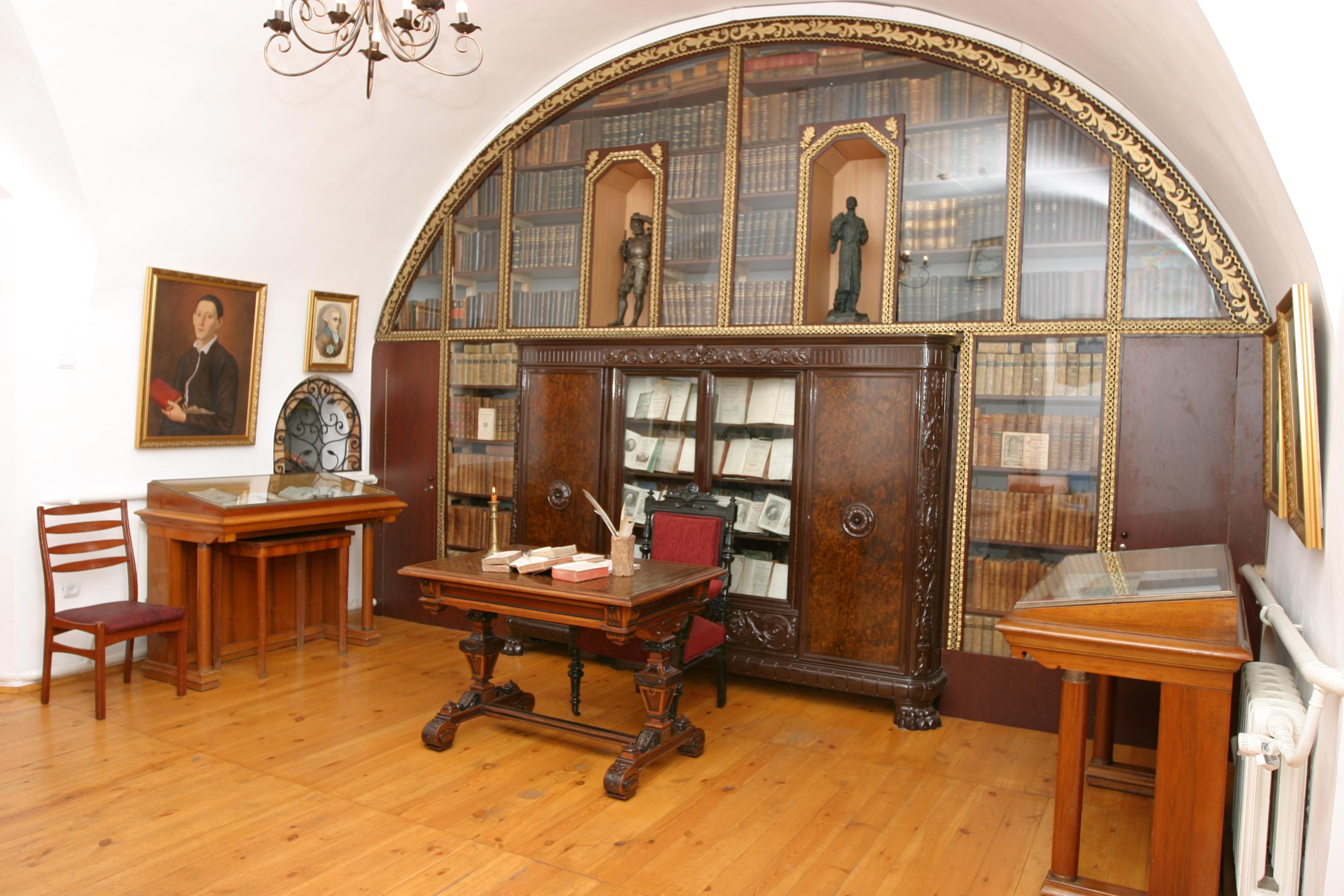
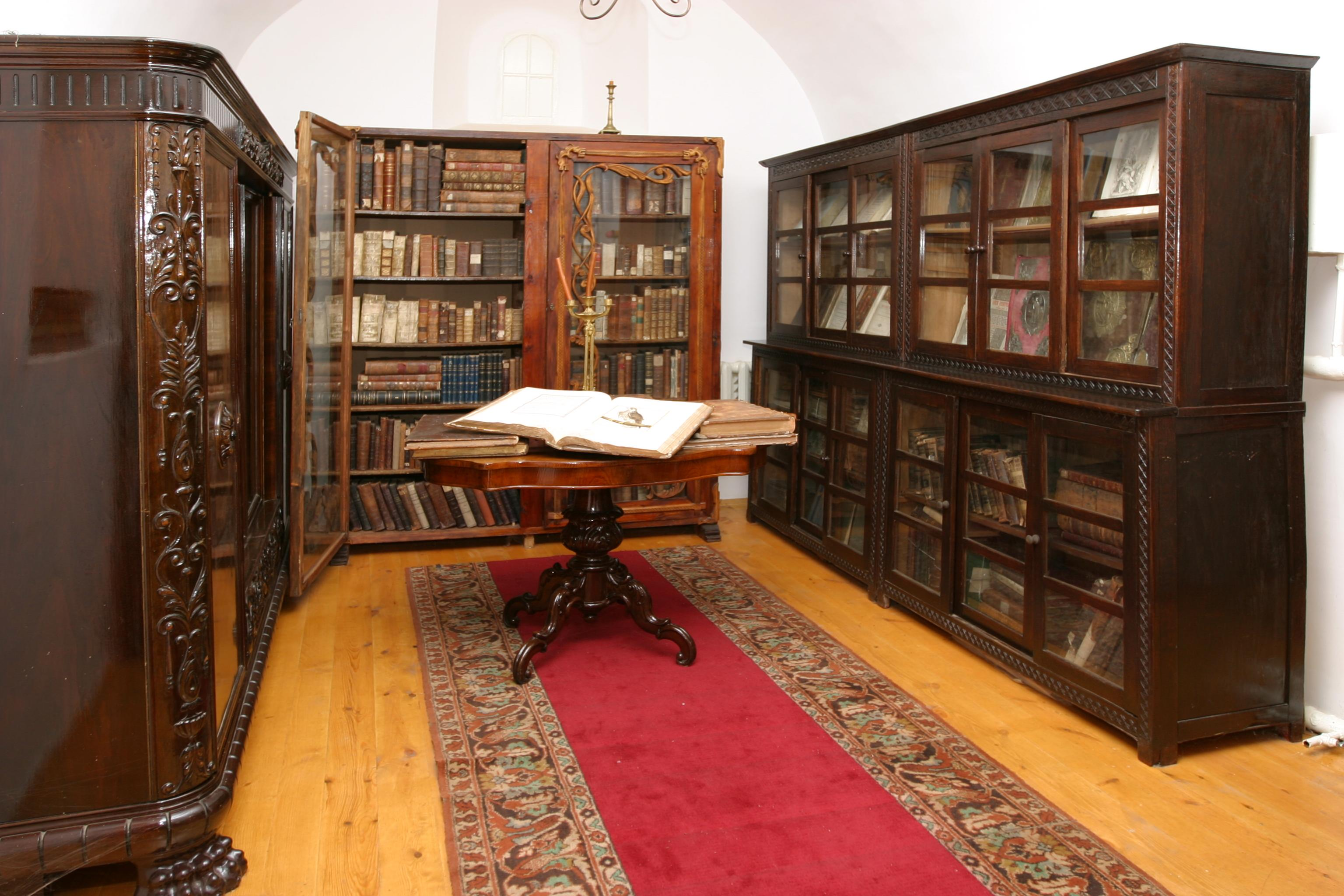

В експозиції музею є унікальний портрет Г. С. Сковороди роботи невідомого художника кінця XVIII століття, українські народні інструменти: сопілка, скрипка, бандура, цимбали, ліра, цитра, на яких умів грати Григорій.
Один із розділів експозиції присвячений закордонному періоду життя Г. С. Сковороди. У 1745-1750-х років тодішній студент у складі так званої Токайської місії, очолюваної генерал-майором Ф. Вишневським, перебував в Угорщині. У вітрині — карта Угорщини XVIII ст., види міст Токаю, Шарошпатока, Кросно того часу, стародруки XVII– XVIII ст., фото меморіальної дошки про перебування Г. С. Сковороди в Токаї.
В одній з кімнат відтворено обстановку класу: столи й лави, класна дошка, на стіні — ікони: «Бог Саваоф», «Матір Божа», «Коронування Діви Марії», біля дверей — вішалка з одягом студентів, на столах — книги. Довершує експозицію класу скульптура Г. Сковороди (робота петербурзького скульптора І. М. Хітрова), яка розміщена за вчительською кафедрою. У вітринах експонуються Єлизаветинська Біблія часів Сковороди (1766 р.), лютеранська Біблія 1755 р., напрестольні Євангелія XVII—XIX ст.
В експозиції представлені авторські роботи опішнянських гончарів з Полтавщини керамічні посудини, що ілюструють байки поета. В експозиції знаходяться твори Г. С. Сковороди, перекладені мовами народів світу. Образ Г. Сковороди приваблює як професійних митців, так і народних майстрів. Із творів сучасної доби, представлених в експозиції, — скульптурні портрети Г. С. Сковороди роботи Івана Кавалерідзе, Галини Кальченко; декоративні розписи народної художниці з Переяславщини Марії Буряк — «Мудрець і природа», «Сковорода серед селян», «Біля училища», «Орел і сорока».